# Jóhei Tojoda
Jóhei Tojoda (* 11. dubna 1985) je japonský fotbalista.

## Reprezentační kariéra
Jóhei Tojoda odehrál 8 reprezentačních utkání. S japonskou reprezentací se zúčastnil Letních olympijských her 2008.

## Statistiky
| Japonsko | Japonsko | Japonsko |
| Roky     | Záp.     | Góly     |
| -------- | -------- | -------- |
| 2013     | 3        | 0        |
| 2014     | 3        | 1        |
| 2015     | 2        | 0        |
| Celkem   | 8        | 1        |